# Yannick Driesen
Yannick Driesen (Anversa, 2 novembre 1988) è un ex cestista belga.

## Carriera
Con il Belgio ha disputato i Campionati europei del 2013.